# Axel Braunerhjelm
Carl Axel Georg Braunerhjelm, född 8 februari 1872 i Enköpings-Näs socken, död 13 augusti 1943 i Österhaninge församling, var en svensk officer (överste) och militärhistoriker. Han var brorson till Augusta Braunerhjelm.
Axel Braunerhjelm var son till överstelöjtnanten Karl Gustav Georg Braunerhielm. Han åtnjöt till en början privatundervisning och studerade senare vid Beskowska skolan 1883–1888 och därefter vid Philp och Hellgrens privata institut 1888–1889. Braunerhjelm avlade mogenhetsexamen vid Nya elementarskolan 1889, blev volontär vid Livregementets dragonkår samma år, blev elev vid krigsskolan på Karlberg 1890 och avlade officersexamen 1891. Han blev 1891 underlöjtnant vid Livregementets dragonkår, var elev vid ridskolan 1892–1893, arrenderade Stockholms nya ridinstitut 1892–1898 och var samtidigt elev vid Krigshögskolan 1896–1898. Braunerhjelm var 1898–1899 andre regementsadjutant vid Livregementets dragoner och befordrades i december 1899 till löjtnant. Under 1899 var han intendentsaspirant och anställd vid Statens järnvägar för stakning av banan Gällivare-Riksgränsen. Under 1902 var han kommenderad i Lantförsvarsdepartementets kommandoexpedition, var elev vid skjutskolan 1905, subalternofficer och lärare vid Krigsskolan 1906 och regementskvartermästare 1907–1909. År 1909 befordrades Braunerhjelm till ryttmästare vid Livregementets dragoner och var placerad som chef för femte skvadronen 1910–1915. Han befordrades 1915 till major, var befälhavare för kavalleriets officersaspirantskola i Eksjö 1916, blev överstelöjtnant vid fördelningskavalleriet 1918 och överste och chef för Kronprinsens husarregemente 1920.
Braunerhjelm var även intresserad av militärhistoria och utgav 1912–1922 Livregementets till häst historia, utgiven i fem delar om sex band. Han blev 1912 riddare av Svärdsorden, 1924 kommendör av andra klassen av samma orden och 1926 kommendör av första klassen. Braunerhjelm vilar på Österhaninge
kyrkogård.